# Église Saint-François de Mexico
Pour les articles homonymes, voir Saint-François et Église Saint-François.
L'église Saint-François (Iglesia San Francisco en espagnol) est située à l’extrémité ouest de la rue Madero dans le centre historique de Mexico, non loin de la tour latino-américaine. Elle est tout ce qu'il reste d'un plus grand complexe qui abritait une église et un monastère. Ce complexe était le quartier général des douze premiers moines franciscains guidée par Martin de Valence, qui virent évangéliser la Nouvelle-Espagne avec l'autorisation papale. 
Au début de l'ère coloniale, le monastère était parmi les plus influents de Mexico. Il fut construit à l'emplacement du zoo de Moctezuma II. À son apogée, l'église et le monastère couvraient une surface de 32 224 mètres2, occupant les emplacements environnants.

## Historique
L'église et le monastère ont été témoins de nombreux événements historiques. Une messe funéraire pour Hernán Cortés y fut célébrée lorsqu'on le pensa mort en Amérique centrale. 
Plusieurs japonais participant aux premières traversées Japon-Nouvelle Espagne y furent baptisés. Trois, le 23 janvier 1611, lors de la première expédition organisée par  Rodrigo de Vivero (lequel avait précédemment fait naufrage au Japon en 1609). Puis vingt deux autres le 20 avril 1614, lesquels accompagnaient l'ambassade de Tsunenaga Hasekura, ( samouraï japonais, vassal du daimyō de Sendai, Date Masamune, commanditaire de l'opération) en route vers l'Espagne et Rome afin d'y rencontrer le roi d'Espagne Phlippe III et le pape Paul V.
En 1629, le marquis de Gelves y pénétra déguisé pour se cacher après une altercation avec l'archevêque. En 1692, le comte de Galve et son épouse y trouvèrent refuge lors d'un rébellion de la ville. La fin de la guerre d'indépendance du Mexique y fut célébrée par un Te Deum au monastère tandis que 16 000 hommes défilaient sur la rue Maduro guidé par Agustín de Iturbide. Après la guerre de Réforme, le monastère de Saint-François, comme beaucoup d'autres, fut démantelé et la plupart de la propriété saisie par le gouvernement. La majorité de l'ancien édifice fut détruit pour construire de nouvelles routes. Il ne reste que l'église elle-même.
L'église qui s'élève aujourd'hui est la troisième à avoir été bâtie sur le site. Les deux précédentes s’enfoncèrent dans le sol meuble de Mexico et durent être démolies. L'édifice actuel a été construit entre 1710 et 1716.